# 花はす温泉
花はす温泉（はなはすおんせん）は、福井県南越前町に位置する温泉である。

## 泉質
- アルカリ性単純温泉
  - 源泉温度 25.6℃
  - 毎分湧出量300ℓ リットル
  - 無色透明
  - 加温あり、加水なし、飲用不可

## 温泉街
花はす公園周辺施設内に1軒の宿泊施設が存在する。

共同浴場はないが、温泉地にある旅館にて日帰り入浴が可能である。

## 交通アクセス
鉄道
北陸本線湯尾駅より4.6km。
車
北陸自動車道今庄ICより5.2km

## 近隣の観光
- 花はす公園
- 杣山城史跡